# Casa Guilherme de Almeida
A Casa Guilherme de Almeida é um museu biográfico-literário localizado na cidade de São Paulo, no Brasil. Fundado em 1979, é um museu público estadual, subordinado à Secretaria de Estado da Cultura de São Paulo, administrado em parceria com uma organização privada, com recursos provenientes do erário. O museu está instalado na residência onde Guilherme de Almeida viveu de 1946 até o ano de sua morte (1969), conhecida como Casa da Colina, situada no bairro do Pacaembu.
O museu tem por objetivo conservar, organizar e expor o acervo bibliográfico, histórico, artístico e documental que pertenceu ao poeta e tradutor Guilherme de Almeida, bem como estimular e realizar pesquisas e estudos críticos sobre sua obra e divulgar a literatura e os autores nacionais em geral. Também mantém o Centro de Estudos de Tradução Literária, responsável por organizar e ministrar cursos e outras atividades relacionadas à teoria e à prática da tradução.
A Casa Guilherme de Almeida possui um acervo com aproximadamente 15.300 peças, em que se destaca sua ampla e diversificada biblioteca, bem como uma significativa coleção de obras de arte de grandes expoentes do modernismo brasileiro (como Tarsila do Amaral, Anita Malfatti, Di Cavalcanti, Lasar Segall e Victor Brecheret), muitas das quais oferecidas ao poeta pelos próprios autores. A coleção também abarca objetos decorativos, indumentária, têxteis, comendas, numismática, jóias, discos e outros objetos que pertenceram a Guilherme e sua esposa, Belkiss Barrozo de Almeida (Baby de Almeida).

## História

### Guilherme de Almeida
Nascido em Campinas em 1890, Guilherme de Almeida seguiu, a princípio, a profissão do pai, Estevam de Almeida, graduando-se em direito pela Faculdade de Direito do Largo de São Francisco em 1912. Paralelamente à sua atuação como jornalista (foi redator dos jornais O Estado de S. Paulo e Diário de São Paulo, diretor da Folha da Manhã e da Folha da Noite e fundador do Jornal de São Paulo), iniciou sua carreira literária em 1917, com a publicação do livro de poesias Nós. Pouco tempo depois, participou da Semana de Arte Moderna de 1922, criou a capa e auxiliou na manutenção da revista Klaxon.
Guilherme de Almeida empenhou-se na difusão das ideias de renovação da arte e da literatura nacionais, como demonstram os livros Meu e Raça (1925), fiéis à temática brasileira e ao sentimento nacional. Entretanto, sua atuação política (foi ativo participante e combatente da Revolução Constitucionalista de 1932, ganhando o epíteto de "o Poeta de 32"), a estreita colaboração com o poder público (autor do Hino dos Bandeirantes e heraldista) e um progressivo retorno às matrizes clássicas da poesia e a preocupação com a perfeição formal (Camoniana, 1956; Pequeno Cancioneiro, 1957) levariam a crítica ulterior a relegar sua produção artística a um segundo plano, rotulando-o como "conservador".
Não obstante, Guilherme de Almeida foi um poeta com amplo domínio da ciência do verso e da língua, bem como exímio tradutor (Paul Géraldy, Rabindranath Tagore, Charles Baudelaire, Sófocles, Jean-Paul Sartre, etc.). Foi membro da Academia Paulista de Letras, do Instituto Histórico e Geográfico de São Paulo, do Seminário de Estudos Galegos de Santiago de Compostela, do Instituto de Coimbra e da Academia Brasileira de Letras.

### A Casa da Colina e o museu
A Casa Guilherme de Almeida, considerada o primeiro museu biográfico e literário da cidade de São Paulo, funciona na antiga residência onde o poeta e sua esposa, Baby de Almeida, residiram por quase três décadas. O sobrado de aproximadamente 240 m2, situado na rua Macapá, no bairro Sumaré, foi projetado pelo arquiteto Silvio Jaguaribe Eckman em 1944 e teve sua construção finalizada em 1946, mesmo ano em que o casal passou a habitá-lo. A opção do poeta por viver em um bairro até então pouco habitado e relativamente afastado do centro intrigava os amigos, mas era justamente o isolamento o que agradava Guilherme de Almeida, como pode-se inferir de uma composição inspirada no imóvel, por ele apelidado de Casa da Colina: "[...] O lugar era tão alto e tão sozinho que eu nem precisava erguer os olhos para olhar o céu, nem baixar o pensamento para pensar em mim".
Durante o período em que foi habitada por Guilherme e Baby, a Casa da Colina tornou-se uma espécie de refúgio intelectual, um ponto de encontro de importantes membros da comunidade artístico-literária paulistana, como os escritores Oswald de Andrade e António Botto, o escultor Victor Brecheret e os pintores Tarsila do Amaral, Anita Malfatti e Di Cavalcanti. Não raramente esses frequentadores ofereciam ao casal obras de sua autoria para decorar a residência, transformando-a em uma espécie de microcosmo da vanguarda paulistana.
Após a morte do poeta, em 1969, o governo do estado, então representado por Abreu Sodré, adquiriu de Baby de Almeida todo o acervo bibliográfico, artístico, documental e histórico que pertencia ao casal, bem como a residência e seu mobiliário, já com a intenção de transformar o imóvel em um museu, preservando a decoração e a disposição originais das peças. O museu, entretanto, só foi inaugurado uma década mais tarde, em 13 de março de 1979, durante o governo de Paulo Egydio Martins, e constituído juridicamente em 1º de junho de 1983, na gestão de André Franco Montoro, sob a denominação "Museu da Literatura - Casa Guilherme de Almeida" (ML-CGA).
São objetivos do museu: a constituição, manutenção e divulgação de um acervo sobre a literatura brasileira e seus autores; a preservação da memória de Guilherme de Almeida, por meio da conservação, organização e exposição de seus pertences e do incentivo à realização de estudos críticos sobre sua obra; a promoção de atividades educativas e de difusão cultural relacionadas à literatura brasileira.
Em setembro de 2006, devido a uma série de problemas estruturais, o museu foi fechado à visitação pública, tendo sido reaberto somente em 11 de dezembro de 2010, após uma reforma custeada pela Secretaria da Cultura. O museu foi equipado com elevador e adequado à recepção de pessoas com deficiência física e mobilidade reduzida. Durante o período em que esteve fechado, o museu realizou atividades culturais em outros espaços, como a Casa das Rosas, na Avenida Paulista. Seguindo a nova orientação de sua política cultural, o governo do estado transferiu a gestão do museu para uma organização social de cultura (associações privadas subsidiadas pelo poder público) denominada "Poiesis", também incumbida de gerir a Casa das Rosas, a Biblioteca de São Paulo e o Museu da Língua Portuguesa.
Em 24 de agosto de 2010, a Lei Municipal n° 15.258, de autoria de Chico Macena, nomeou como Praça Casa da Colina um logradouro do bairro do Pacaembu, localizado entre as ruas Tefé, Olavo Freire e Tácito de Almeida.

## Acervo
A Casa Guilherme de Almeida abriga um acervo composto por aproximadamente 15.300 itens, entre obras de arte, mobiliário, objetos decorativos, indumentária, têxteis, comendas, numismática, livros, documentos, hemeroteca, fotografias, discos, etc.
É particularmente relevante a coleção de artes visuais (150 peças), composta por pinturas, esculturas, e desenhos de grandes expoentes do modernismo brasileiro, como Anita Malfatti, Tarsila do Amaral, Di Cavalcanti, Lasar Segall, Antonio Gomide e Samson Flexor. Destaca-se um bronze de Victor Brecheret intitulado Sóror Dolorosa (mesmo nome de um poema de Guilherme), exposta durante a Semana de Arte Moderna de 1922, uma cabeça de Baby, esculpida por William Zadig, e um busto de Guilherme, por Joaquim Figueiras. Há ainda um conjunto de brasiliana, destacando-se algumas litografias de Johann Moritz Rugendas.
As coleções de mobiliário (68 objetos) e de artes decorativas (490 objetos) contam com diversas peças relevantes, destacando-se a prataria, originária do Brasil, de Portugal, da Holanda e da Inglaterra, em especial um bule do século XVII, incrustado de cristal de rocha lapidado e lavrado, que teria pertencido a Maurício de Nassau, além de porcelanas, tapeçarias, joias, etc.
A biblioteca possui cerca de 5.500 livros, incluindo a quase totalidade da obra de Guilherme de Almeida, literatura brasileira, portuguesa e de outros países, publicações sobre cinema e artes em geral, livros jurídicos, publicações de interesse histórico e arquitetônico. Dentre os livros raros, encontra-se um volume em pergaminho do século XVII, um exemplar da quinta reimpressão de Ulisses de James Joyce e primeiras edições com dedicatórias de escritores como Oswald de Andrade, Mário de Andrade e Guimarães Rosa.
No arquivo, encontram-se conservadas a hemeroteca, correspondências, álbuns, honrarias, mapas antigos, fotografias, agendas, manuscritos e outros pertences de de Guilherme de Almeida, bem como testemunhos de sua participação na Revolução Constitucionalista de 1932.